# Albin 78 Cirrus
Albin 78 Cirrus är en segelbåt som tillverkades av Albin Marin mellan 1978 och 1984. Det är en kölbåt som konstruerades av Peter Norlin. 
Skrovet är 7,8 meter långt eller 25,6 fot (6,65 m i vattenlinjen), 2,76 meter brett och djupgåendet är 1,49 meter. Deplacementet ligger på 2,35 ton, varav fenkölen i järn väger 0,95 ton.
Cirka 730 stycken segelbåtar av modellen Albin 78:or har tillverkats. Till en början var standardmotorn en Volvo Penta MD5 på 7,5 Hk med 110S-drev, men de två sista åren övergick man till Yanmar 1GM 7,5Hk med S-drev. Båtarna såldes i regel som 3/4-fabrikat.